# Puerto Real (kommunhuvudort)
Puerto Real är en kommunhuvudort i Spanien.   Den ligger i provinsen Provincia de Cádiz och regionen Andalusien, i den södra delen av landet, 500 km söder om huvudstaden Madrid. Puerto Real ligger 14 meter över havet och antalet invånare är 40 183.
Terrängen runt Puerto Real är platt. Havet är nära Puerto Real åt sydväst. Runt Puerto Real är det tätbefolkat, med 286 invånare per kvadratkilometer. Närmaste större samhälle är Cádiz, 9,3 km väster om Puerto Real. Runt Puerto Real är det i huvudsak tätbebyggt.